# Richtlinie 80/181/EWG
Die Richtlinie 80/181/EWG, kurz Einheitenrichtlinie oder Richtlinie über Einheiten im Messwesen, lang Richtlinie 80/181/EWG des Rates vom 20. Dezember 1979 zur Angleichung der Rechtsvorschriften der Mitgliedstaaten über die Einheiten im Messwesen und zur Aufhebung der Richtlinie 71/354/EWG, ist eine Richtlinie der Europäischen Union bzw. ursprünglich der EWG. Sie ist seit 1994 für den Europäischen Wirtschaftsraum gültig.
Die Richtlinie schreibt die Verwendung des internationalen Einheitensystems (SI) verbindlich vor. Dazu kommen einige Einheiten, die das Internationale Büro für Maß und Gewicht (BIPM) zur Verwendung mit dem SI akzeptiert, sowie der Vollwinkel (ohne Einheitenzeichen) und der Neugrad (Einheitenzeichen »gon«). Speziell für die Fläche von Grundstücken und Flurstücken ist ferner das Ar (Einheitenzeichen »a«), für die Brechkraft von optischen Systemen die Dioptrie (ohne Einheitenzeichen) und für die längenbezogene Masse von textilen Fasern und Garnen das Tex (Einheitenzeichen »tex«) zulässig. Für den Blutdruck und den Druck anderer Körperflüssigkeiten ist Millimeter Quecksilbersäule zulässig (Einheitenzeichen »mmHg«), für den Wirkungsquerschnitt das Barn, für die Masse von Edelsteinen das metrische Karat (ohne Einheitenzeichen). Für den Druck ist neben der SI-Einheit Pascal, auch das Bar (Einheitenzeichen »bar«) gesetzliche Einheit.
In nationales Recht umgesetzt wird sie in Deutschland durch die Einheitenverordnung, in Österreich durch das Maß- und Eichgesetz (MEG). Für diverse Einheiten wie die Meile, das Pint oder die Unze gelten Sonderregelungen, nach denen diese Einheiten in bestimmten Ländern und ggf. für bestimmte Verwendungszwecke zugelassen sind. Diese Sonderregelungen waren zunächst befristet, nach mehreren Fristverlängerungen wurde mit der Richtlinie 2009/3/EG ihre Verwendung unbefristet erlaubt.

## Anwendungsbereich
Die Richtlinie betrifft Messgeräte, Messungen und Angaben von Größen, ohne das auf einen bestimmten Anwendungsbereich einzuschränken. Die hauptsächliche Rechtsgrundlage der Richtlinie, Artikel 100 des Vertrags zur Gründung der Europäischen Wirtschaftsgemeinschaft, ermächtigt jedoch nur zur Angleichung derjenigen Rechts- und Verwaltungsvorschriften, die sich unmittelbar auf die Errichtung oder das Funktionieren des gemeinsamen Marktes auswirken.
Ausdrücklich genannt werden in der Begründung der Richtlinie Wirtschaft, öffentliches Gesundheitswesen, öffentliche Sicherheit und der amtliche Verkehr. Ausgenommen sind See- und Luftfahrt, wo Einheiten wie Fuß und Knoten noch recht gebräuchlich sind, aber nur, soweit sie durch internationale Vereinbarungen vorgeschrieben sind. Gleiches gilt für den Eisenbahnverkehr.
Bei Waren und Ausrüstungen, die schon früher in Verkehr gebracht bzw. in Betrieb genommen worden sind, sowie Ersatzteilen dafür dürfen weiter veraltete Einheiten verwendet werden. Ob das auch für Messgeräte gilt, kann jeder Mitgliedsstaat selber entscheiden.

## Urteile
Das Oberlandesgericht Hamm hat 2010 ein Urteil des Landgericht Bochum bestätigt, dass eine fehlende metrische Angabe für Bildschirmgrößen nicht wettbewerbswidrig ist, da die Angaben in Zoll ebenso eine Vergleichbarkeit der Größen ermögliche.

„Zwar stelle diese Auszeichnung einen Verstoß gegen das Gesetz über die Einheiten im Messwesen […] dar […] Danach sind Längenmaße in Metern anzugeben. Der einschlägige Markt sei mit der Maßeinheit Zoll, die ebenso eine Vergleichbarkeit der Größen ermögliche, überaus vertraut, so dass der Verbraucher auch einen zutreffenden Überblick über die wesentlichen Angaben des Produkts […] erhalte.“